# Maksim Stawiski
Maksim Jewgienjewicz Stawiski, ros. Максим Евгеньевич Ставиский (ur. 16 listopada 1977 w Rostowie nad Donem) – rosyjski łyżwiarz figurowy reprezentujący Bułgarię, startujący w parach tanecznych z Ałbeną Denkową. Uczestnik igrzysk olimpijskich (2002, 2006), dwukrotny mistrz świata (2006, 2007), dwukrotny wicemistrz Europy (2003, 2004), medalista finału Grand Prix (zwycięstwo w 2006 roku) oraz 13-krotny mistrz Bułgarii. Zakończył karierę sportową 18 października 2007 roku.
Denkowa i Stawiski zostali pierwszymi medalistami mistrzostw świata, Europy oraz Grand Prix reprezentującymi Bułgarię.

## Życie prywatne
W marcu 2006 r. Stawiski zaręczył się ze swoją partnerką sportową Ałbeną Denkową. 30 stycznia 2011 r. na świat przyszedł ich syn Daniel.

## Kariera
Stawiski rozpoczął treningi łyżwiarskie, mając cztery lata. Początkowo chciał być solistą, jednak skoki łyżwiarskie uniemożliwiło mu złamanie nogi w wieku 11–12 lat. Po sugestii trenerki Natalii Dubowej zdecydował się na konkurencję par tanecznych. Jego pierwszą partnerką była Anastasija Biełowa, z którą występował tylko w sezonie 1995/1996 podczas mistrzostw świata juniorów, na których zajęli 9. miejsce.
W 1996 r. Stawiski rozpoczął współpracę z bułgarską łyżwiarką Ałbeną Denkową. Tańczyli razem 11 sezonów i zdobyli 11 tytułów mistrzowskich w swoim kraju – Bułgarii. W 1998 r. wzięli udział w swoich pierwszych igrzyskach olimpijskich w Nagano. Był to dopiero drugi sezon ich wspólnych startów, a występ olimpijski zakończyli na 18. miejscu. W sezonie 1998/1999 wygrali Finlandia Trophy i Memoriał Karla Schäfera. Byli pierwszą parą taneczną z tego kraju, która zaczęła odnosić sukcesy na arenie międzynarodowej. Rok później stanęli po raz pierwszy na podium zawodów Grand Prix, zajmując trzecie miejsce w niemieckich zawodach Bofrost Cup. Pomimo coraz lepszych rezultatów, duet Denkowa/Stawiski nie miał szansy na zaprezentowanie się zarówno podczas mistrzostw Europy w 2000 jak i mistrzostw świata w 2000. Z pierwszych zawodów wyeliminowało ich zapalenie płuc Stawiskiego, zaś z drugiej docelowej imprezy sezonu musieli zrezygnować z powodu incydentu na ostatnim treningu ich tańca dowolnego przed zawodami. Podczas próby reprezentant Stanów Zjednoczonych, Peter Tchernyshev przypadkowo uderzył w nogę Denkowej, rozcinając jej mięsień i dwa ścięgna, co nie tylko wykluczyło ją z udziału w mistrzostwach, ale również uniemożliwiło poruszanie się przez kolejne trzy miesiące.

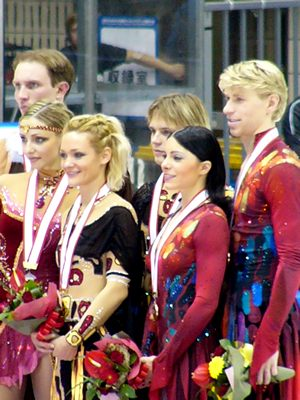
Denkowa i Stawiski (w środku) na podium zawodów NHK Trophy 2004

W 2000 r. zmienili lokalizację treningową z rodzimej Sofii na rosyjskie Odincowo, gdzie do 2005 r. trenowali pod okiem Aleksieja Gorszkowa i choreografa Siergieja Pietuchowa. W sezonie 2001/2002 wygrali swoje pierwsze zawody z cyklu Grand Prix – Bofrost Cup w Niemczech. W swoim drugim występie na igrzyskach olimpijskich w Salt Lake City byli na siódmym miejscu. W kolejnym sezonie, na mistrzostwach Europy w 2003 w Malmö zdobyli srebrny medal, przegrywając jedynie z Rosjanami Iriną Łobaczową i Ilją Awierbuchem. Podczas mistrzostw świata w 2003 stanęli pierwszy raz na podium mistrzostw świata, zdobywając brązowy medal za Kanadyjczykami Bourne/Kraatz oraz ponownie za duetem Rosjan Łobaczowa/Awierbuch. W sezonie 2003/2004 byli niepokonani w zawodach Grand Prix, jednak zarówno na mistrzostwach Europy, jak i mistrzostwach świata zdobywali srebrne medale, przegrywając z Rosjanami Tatjaną Nawką i Romanem Kostomarowem. W sezonie 2004/2005 wycofali się z mistrzostw Europy, a na mistrzostwach świata zajęli piąte miejsce. 

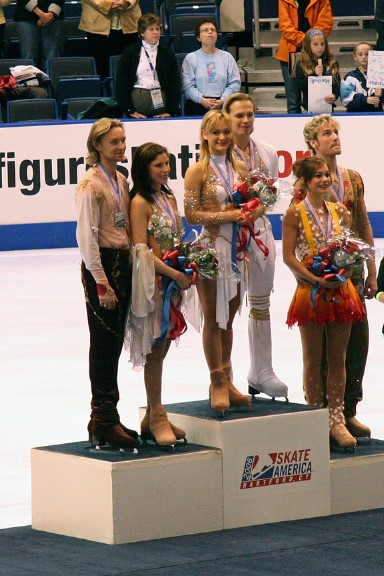
Zwycięstwo w zawodach Skate America 2006

W 2005 r. Denkowa i Stawiski zdecydowali się na wyjazd do Delaware w Stanach Zjednoczonych, aby trenować z Natalją Liniczuk i Giennadijem Karponosowem. W sezonie 2005/2006 nie startowali w większości zawodów. Podczas mistrzostw świata w 2006 osiągnęli jeden z największych sukcesów w karierze – zdobyli pierwszy tytuł mistrzów świata i byli pierwszym bułgarskim duetem, który tego dokonał. W sezonie 2006/2007 powtórzyli ten sukces i zdobyli drugi tytuł mistrzów świata. Oprócz tego dwukrotnie wygrali zawody GP i finał Grand Prix w Petersburgu. Jedynym miejscem poniżej pierwszego w tym sezonie były dla nich mistrzostwa Europy w 2007 w Warszawie, gdzie zdobyli brązowy medal.

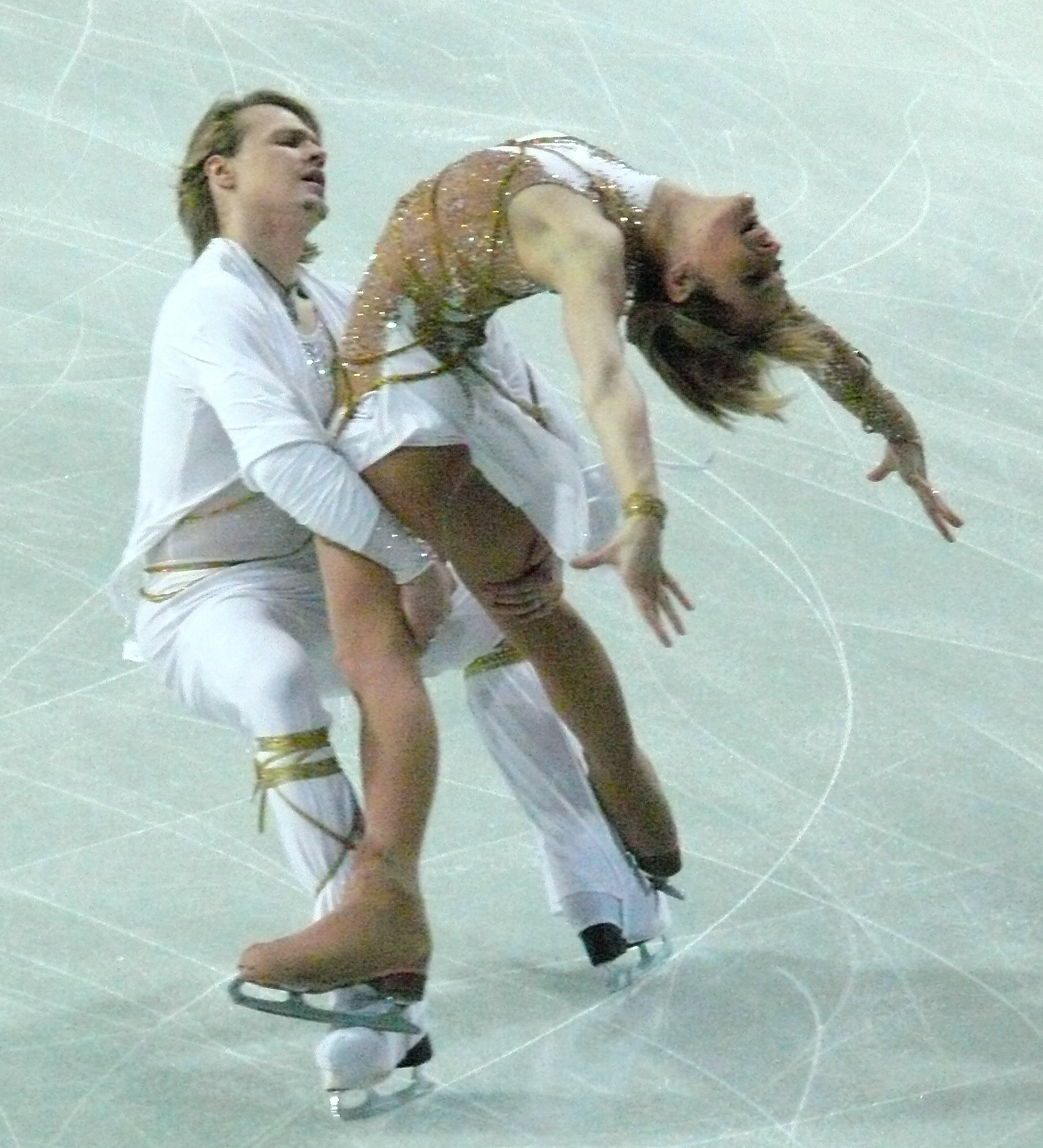
Denkowa i Stawiski na mistrzostwach Europy w 2007

W kwietniu 2007 r. Denkowa i Stawiski zostali uhonorowani gwiazdą bułgarskiej Hall of Fame. Karierę amatorską Denkowa i Stawiski zakończyli w październiku 2007 r., na co poniekąd miał wpływ wypadek Stawiskiego w sierpniu 2007 r., który spowodował, będąc pod wpływem alkoholu. W wypadku zginął 24-letni mężczyzna, a 18-letnia narzeczona ofiary zapadła w śpiączkę.

### Po zakończeniu kariery
Denkowa i Stawiski brali udział w rewiach łyżwiarskich, m.in. Stars on Ice oraz w rosyjskim programie telewizyjnym Ice Age. Oprócz tego obydwoje pracowali jako konsultanci przy choreografiach m.in. dla niemieckiej pary sportowej Niełli Żyganszyna i Alexander Gazsi, czy Francuza Briana Jouberta. Para otworzyła również szkółkę łyżwiarską w Sofii, a od 2012 r. rozgrywane są zawody Denkowa-Stawiski Cup dla łyżwiarzy w kategorii seniorów, okazjonalnie w kategoriach młodzieżowych (w 2015 r. zawody te zaliczane były do Challenger Series).

## Osiągnięcia

### Z Ałbeną Denkową (Bułgaria)
| Zawody                        | 96–97          | 97–98          | 98–99          | 99–00          | 00–01          | 01–02          | 02–03          | 03–04          | 04–05          | 05–06          | 06–07          |                |                |                |                |                |                |
| Międzynarodowe                | Międzynarodowe | Międzynarodowe | Międzynarodowe | Międzynarodowe | Międzynarodowe | Międzynarodowe | Międzynarodowe | Międzynarodowe | Międzynarodowe | Międzynarodowe | Międzynarodowe | Międzynarodowe | Międzynarodowe | Międzynarodowe | Międzynarodowe | Międzynarodowe | Międzynarodowe |
| ----------------------------- | -------------- | -------------- | -------------- | -------------- | -------------- | -------------- | -------------- | -------------- | -------------- | -------------- | -------------- | -------------- | -------------- | -------------- | -------------- | -------------- | -------------- |
| Igrzyska olimpijskie          |                | 18             |                |                |                | 7              |                |                |                | 5              |                |                |                |                |                |                |                |
| Mistrzostwa świata            | 19             | 17             | 11             | WD             | 10             | 5              | 3              | 2              | 5              | 1              | 1              |                |                |                |                |                |                |
| Mistrzostwa Europy            | 17             | 16             | 9              | WD             | 8              | 6              | 2              | 2              | WD             |                | 3              |                |                |                |                |                |                |
| GP Finał Grand Prix           |                |                |                |                |                |                |                |                | 3              |                | 1              |                |                |                |                |                |                |
| GP NHK Trophy                 |                |                |                | 6              |                | 3              |                | 1              | 1              | 2              |                |                |                |                |                |                |                |
| GP Cup of Russia              |                |                |                |                | 5              |                | 3              |                |                |                |                |                |                |                |                |                |                |
| GP Skate America              |                |                |                |                |                |                |                |                |                |                | 1              |                |                |                |                |                |                |
| GP Skate Canada International |                |                | 5              |                |                | 4              | 2              | 1              |                |                |                |                |                |                |                |                |                |
| GP Trophée Eric Bompard       |                |                |                |                |                | 4              |                | 1              | 2              |                | 1              |                |                |                |                |                |                |
| GP Bofrost Cup on Ice         |                |                | 6              | 3              |                |                | 1              |                | 1              |                |                |                |                |                |                |                |                |
| Finlandia Trophy              |                |                | 1              | 1              | 1              | 1              |                | 1              |                |                |                |                |                |                |                |                |                |
| Memoriał Karla Schäfera       |                |                | 1              |                |                |                |                |                |                |                |                |                |                |                |                |                |                |
| Golden Spin Zagrzeb           |                |                |                | 1              |                |                |                |                |                |                |                |                |                |                |                |                |                |
| Krajowe                       |                |                |                |                |                |                |                |                |                |                |                |                |                |                |                |                |                |
| Mistrzostwa Bułgarii          | 1              | 1              | 1              | 1              | 1              | 1              | 1              | 1              | 1              | 1              | 1              |                |                |                |                |                |                |

### Z Anastasiją Biełową (Rosja)
| Mistrzostwa świata juniorów | 9 |